# Antoni Kowalski
Antoni Kowalski (* 9. Februar 2004 in Zielona Góra) ist ein polnischer Snookerspieler, der das Jungenturnier der IBSF U16-Snookerweltmeisterschaft 2019 und dreimal die polnische Snooker-Meisterschaft gewann. 2024 wurde er Snookerprofi.

## Karriere
Kowalski wurde 2004 geboren, kommt aus Zielona Góra, begann mit 6 Jahren mit dem Snookerspiel, trainiert üblicherweise mit Marcin Nitschke und nahm 2014 jeweils ohne großen Erfolg an der polnischen Snooker-Meisterschaft und an den Gdynia Open teil. Ab 2014 erreichte er jedoch bei einigen polnischen Junioren-Meisterschaften das Finale; so wurde er 2014 polnischer U14-Meister. Während er im nächsten Jahr bei den Gdynia Open wieder keinen Erfolg hatte, erreichte er bei der polnischen Meisterschaft das Achtelfinale, schied dort aber aus. Bei der U21-Amateurweltmeisterschaft desselben Jahres und bei der Europameisterschaft 2016 schied er dagegen noch in der Gruppenphase aus, wogegen er bei der U18-Europameisterschaft mehr Erfolg hatte und sich erst in der ersten Hauptrunde geschlagen geben musste. Ebenso gewann er bei den Gdynia Open erstmals ein Spiel, schied aber trotzdem noch in der Qualifikation aus. Selbst bei der polnischen Meisterschaft war er chancenlos und schied diesmal wieder in der Gruppenphase aus. Dennoch hatte er 2016 auch Erfolg, als er in Stettin ein wichtiges Amateurturnier mit erwachsenen Teilnehmern für sich entscheiden konnte.
Ebenso nahm er an der U18-Amateurweltmeisterschaft 2016 teil, ohne die Hauptrunde zu erreichen. Dies gelang ihm erst wieder U18-Europameisterschaft 2017, wo er sich aber sofort Dylan Emery geschlagen geben musste. Doch anschließend verpasste er bei der polnischen Meisterschaft erneut einen Einzug in die Hauptrunde. Kurze Zeit später schied er beim Paul Hunter Classic in der Qualifikation aus, zog aber bei der U16-Amateurweltmeisterschaft ins Achtelfinale ein, um dort dem späteren Finalisten Mikhail Terekhov zu unterlegen. Bei der polnischen Meisterschaft 2018 gelang ihm ebenfalls die Teilnahme am Achtelfinale, verlor dort aber gegen Michał Zieliński. Außerdem erreichte er auch bei der U18-Europameisterschaft die Hauptrunde, schied dort aber gegen Florian Nüßle aus.
Im Sommer 2018 nahm Kowalski erneut am Paul Hunter Classic teil, verlor aber in der Qualifikation gegen Brian Cini. Anschließend schied er bei der U16-Amateurweltmeisterschaft 2018, bei der polnischen Meisterschaft 2019 und bei der U18-Europameisterschaft im selben Jahr im Achtelfinale aus und unterlag bei der U21-Europameisterschaft in der Runde der letzten 32. Danach gelang ihm jedoch sein erster großer Erfolg, als er bei der U16-Weltmeisterschaft das Finale erreichte und in diesem Bulcsú Révész besiegte. Somit wurde er der erste Pole, der ein internationales Snookerturnier gewinnen konnte. Nachdem er bei der Amateurweltmeisterschaft in der Runde der letzten 32 ausgeschieden war, zog Kowalski bei den WSF Junior Open 2020 ins Achtelfinale ein, verlor dann aber gegen Sean Maddocks. Danach erreichte er bei der polnischen Meister erneut ein Endspiel und kürte sich in diesem mit einem 6:4-Sieg über Mateusz Baranowski zum polnischen Meister. Dabei musste er bis zum Endspiel keinen einzigen Frame abgeben und spielte in diesem noch ein 106er-Break. Zuvor hatte er bereits die polnische U18-Meisterschaft gewonnen. Anschließend erreichte er trotz einer Verletzung am Sprunggelenk das Viertelfinale der U18-Europameisterschaft und das Achtelfinale des U21-Pendants.
Nach der COVID-19-Pandemie wurde Kowalski vom Weltverband zur Qualifikation für die Snookerweltmeisterschaft 2020 eingeladen. Dort traf er in der ersten Runde auf den Engländer David Lilley, den er mit 6:4 besiegte. In der zweiten Runde unterlag er jedoch dem späteren Qualifikanten Elliot Slessor. Bei der anschließenden Q School konnte er einige gute Ergebnisse erzielen. Zwar verpasste er am Ende die Qualifikation für die Profitour, doch immerhin wurde er danach zum professionellen European Masters 2020 eingeladen, wo er nach einem Sieg über Profispieler Sean Maddocks knapp Tom Ford in der Runde der letzten 64 unterlag. Bei der Q School 2021 schied er dagegen stets früh aus. Auf Amateurebene erreichte er 2021 und 2022 das Halbfinale der polnischen Meisterschaft, weitere gute Resultate gelangen ihm bei internationalen Amateurmeisterschaften. So erreichte er das Viertelfinale der U18-Europameisterschaft 2021, der WSF Junior Championship 2022, der Herren-Europameisterschaft 2022, der World Games 2022 und der Amateurweltmeisterschaft 2022 sowie das Halbfinale der U21-Europameisterschaft 2021. Bei der U18- und U21-Weltmeisterschaft 2022 stand er sogar im Endspiel, unterlag aber jeweils Liam Davies. Im Team konnte er 2022 zusammen mit Mateusz Baranowski die EBSA European Team Championship gewinnen. 2023 erreichte er zum zweiten Mal das Finale der polnischen Meisterschaft, wo er erneut Baranowski besiegte, um somit seinen zweiten nationalen Titel zu holen. Gemeinsam konnten Kowalski und Baranowski wenige Monate später ihren Team-EM-Titel gegen Shachar Ruberg und Eden Sharav aus Israel verteidigen.

## Erfolge
Einzel
| Ausgang         | Jahr | Turnier                           | Finalgegner        | Ergebnis |
| --------------- | ---- | --------------------------------- | ------------------ | -------- |
| Amateurturniere |      |                                   |                    |          |
| Sieger          | 2019 | IBSF U16-Snookerweltmeisterschaft | Bulcsú Révész      | 4:2      |
| Sieger          | 2020 | Polnische Snooker-Meisterschaft   | Mateusz Baranowski | 6:4      |
| Zweiter         | 2022 | IBSF U18-Snookerweltmeisterschaft | Liam Davies        | 3:4      |
| Zweiter         | 2022 | IBSF U21-Snookerweltmeisterschaft | Liam Davies        | 1:5      |
| Sieger          | 2023 | Polnische Snooker-Meisterschaft   | Mateusz Baranowski | 5:2      |
| Sieger          | 2024 | Polnische Snooker-Meisterschaft   | Mateusz Baranowski | 5:1      |

Doppel
| Ausgang | Jahr | Turnier                         | Teampartner        | Gegner im Finale               | Endstand |
| ------- | ---- | ------------------------------- | ------------------ | ------------------------------ | -------- |
| Sieger  | 2022 | EBSA European Team Championship | Mateusz Baranowski | Julien Leclercq Kevin Hanssens | 5:3      |
| Sieger  | 2023 | EBSA European Team Championship | Mateusz Baranowski | Shachar Ruberg Eden Sharav     | 5:4      |